# Gabriel Franz Marenzi von Tagliuno und Talgate

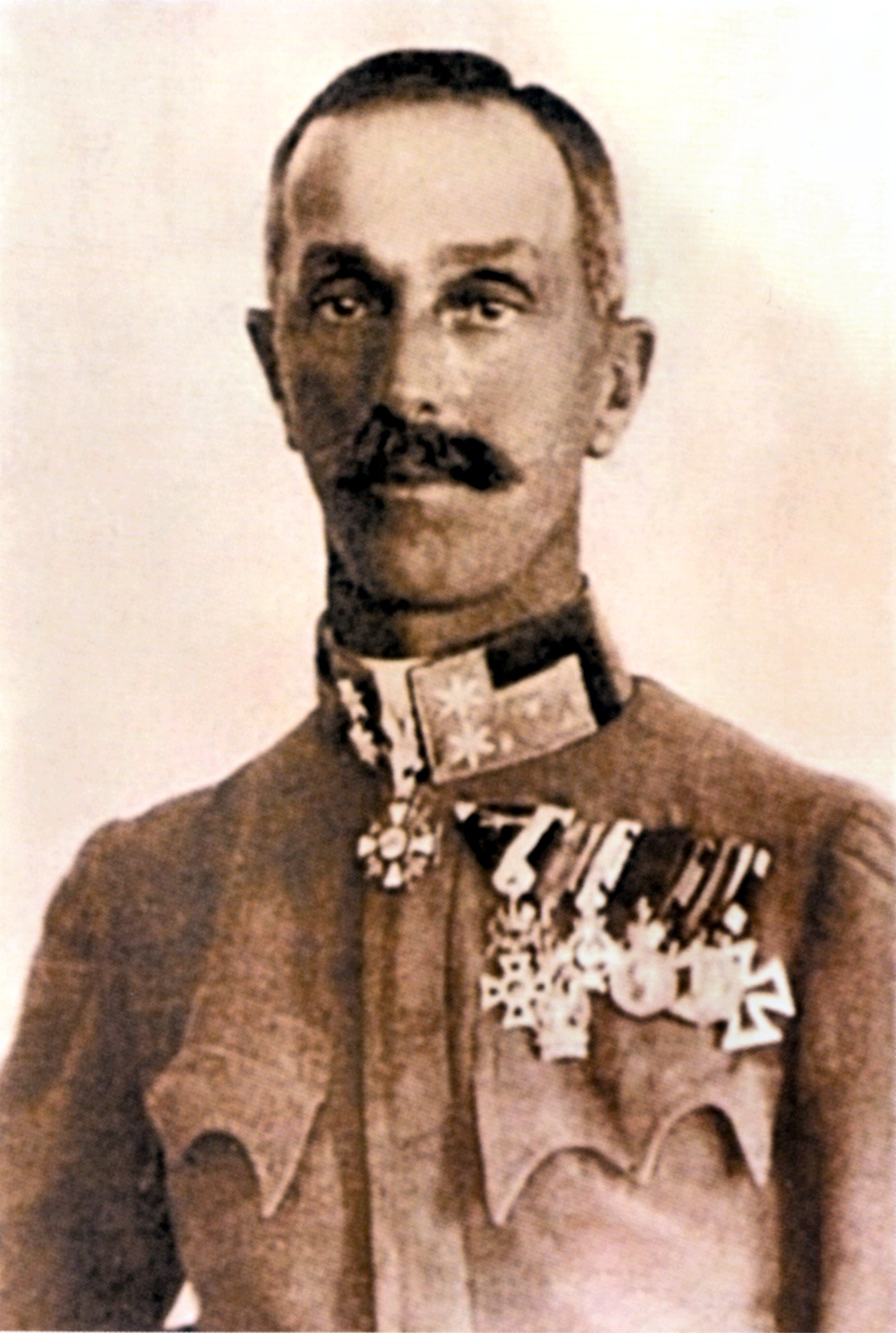
Gabriel Graf Marenzi, 1917

Graf Gabriel Franz Marenzi (* 14. Mai 1861 in Laibach (Ljubljana); † 28. November 1934 in Wels, vollständiger Name Gabriel Franz Geremia Maria Aloysius, Graf Marenzi von Tagliuno und Talgate, Markgraf von Val Oliola, Freiherr von Marenzfeldt und Scheneck) war k. u. k. Kämmerer und Feldmarschallleutnant.

## Leben
Der Sohn des Feldmarschallleutnants Franz Anton Marenzi von Tagliuno und Talgate wurde nach der Absolvierung der Theresianischen Militärakademie in der Wiener Neustadt Leutnant, 1886 Oberleutnant bei den Nikolaus Großfürst von Russland-Husaren Nr. 2. Als solcher lieferte er sich am 20. Oktober 1890 ein Pistolenduell aus nicht erwähntem Grund mit Rittmeister Wilhelm Rainer in Kronstadt (Brașov). Dabei wurde Marenzi nach zweimaligem Kugelwechsel schwer verletzt. Zu seiner Hochzeit war er k. u. k. Rittmeister 2. Klasse beim Landwehr-Ulanenregiment Stockerau. Mit Allerhöchster Entschließung vom 17. Oktober 1894 in den Aktivstand der k. k. Landwehr mit der Einteilung beim Landwehr-Uhlanen-Regiment Nr. 5 übersetzt, rückte er daselbst am 1. November des Jahres zum Rittmeister 1. Klasse vor. Im Jahre 1896 absolvierte Marenzi den Landwehr-Stabsoffizierskurs.

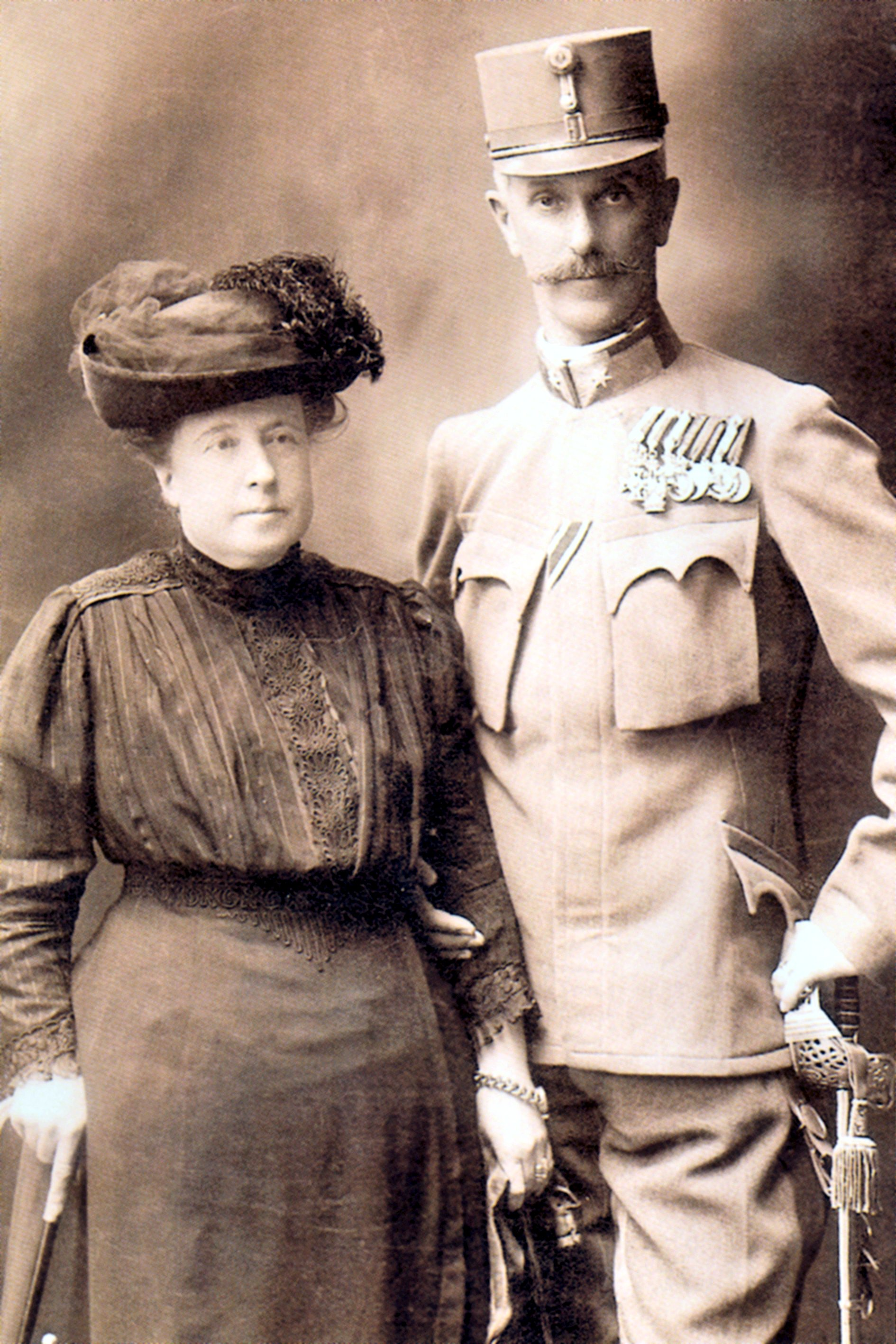
Gabriel Graf Marenzi, mit seiner Frau Gabriele geb. Gräfin von Harrach

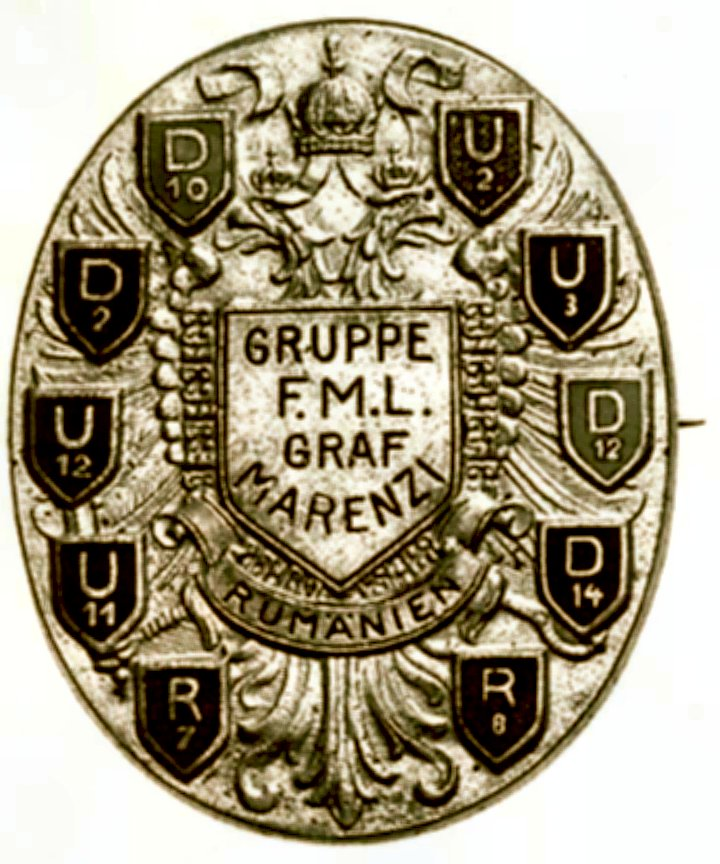
Die Regimenter der 7. Kav.-Div. des Gabriel von Marenzi

Um 1900 war er Major beim Landwehr-Ulanenregiment Nr. 1, 1903 im Kavallerieregiment Nr. 26. 1913 war Gabriel als Oberst Kommandant des 4. k. u. k. Landwehr-Ulanenregiments. Am 3. September 1914 wurde Marenzi zum Generalmajor und Kommandanten der Landwehr-Kavalleriebrigade in Wels befördert. Im Weltkrieg befehligte er die 21. Kavalleriebrigade, mit welcher er sich besonders bei der Einnahme von Cholm in Russisch-Polen und bei den schweren Kämpfen um Lemberg auszeichnete. 1916 ritt er als Kommandeur der 21. Kavallerie-Truppendivision neben Freiherrn von Mackensen in das besiegte Bukarest ein. Sofort danach wurde er zum Kommandanten der 7. Kavalleriedivision ernannt, wobei er am 28. August 1917 zum Feldmarschalleutnant avancierte.

## Familie
Marenzi heiratete am 6. Mai 1893 in Prugg Gabriele Theresia Caroline Maria Evarista (* 26. Oktober 1859 in Prag; † 28. Juni 1942 in Wels), Tochter des Grafen Johann Nepomuk Franz von Harrach zu Rohrau und Thannhausen (1828–1909) und der Marie Markéta Prinzessin von Lobkowicz (1837–1870). Nach dem Krieg lebte das Paar in Wels (Oberösterreich). Die Ehe blieb kinderlos.

## Österreichische Militärauszeichnungen (Stand 31. Dezember 1918)
- Mobilisierungskreuz 1912/13
- Militär-Jubiläumskreuz 1908
- Jubiläums-Erinnerungsmedaille 1898
- Dienstzeichen für Offiziere II. Klasse
- Kriegsmedaille
- Bronzene Militär-Verdienstmedaille
- Militärverdienstkreuz III. Klasse
- Orden der Eisernen Krone Ritter III. Klasse, Kriegsdekoration mit Schwertern
- Leopoldorden Ritterkreuz, Kriegsdekoration mit Schwertern
- Militärverdienstkreuz II. Klasse, Kriegsdekoration mit Schwertern